# 오귀스탱 피라무스 드 캉돌

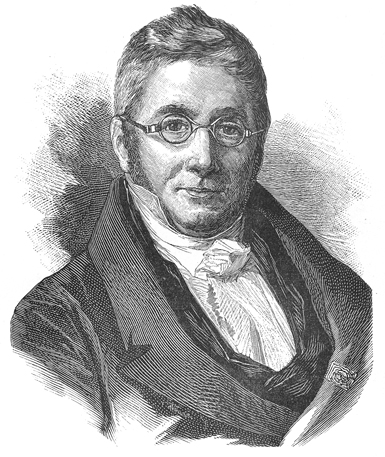

오귀스탱 피라무스 드 캉돌(Augustin Pyramus de Candolle, 1778년 2월 4일 – 1841년 9월 9일)은 스위스인 식물학자이다. 데폰테이누는 캉돌을 허바륨에서 식물학 경력을 시작할 수 있게 했다. 2년에 걸쳐 캉돌은 새로운 속을 확립했으며 수백개 과의 식물을 기록하고 새로운 자연 식물 분류법을 완성했다. 식물하에 주로 집중했으나 식물지리학, 농학, 고생물학, 의학식물학, 경제식물학 등 관련 분야에도 기여했다.

## 저서
- ≪식물학 통론≫

## 같이 보기
- 리트머스이끼